# Staatspreis Patent
Mit dem Staatspreis Patent wird seit 2016 im Zweijahresabstand für Erfindungen und Marken vom Klimaschutzministerium gemeinsam mit dem Österreichischen Patentamt vergeben. Der Preis gehört zur Gruppe der Staatspreise der Republik Österreich.

## Beschreibung
Die Auswahl der Nominierten erfolgt vom Österreichischen Patentamt unter jenen Unternehmen und Kreativen, die wesentlichen Anteil am wissenschaftlichen und wirtschaftlichen Fortschritt in Österreich haben.
Die Entscheidung fällt eine Jury aus Wissenschaft, Forschung und Industrie, die namhafte Experten aus den Bereichen Wirtschaft, Kunst, Medien, Universitäten sowie der Patentanwaltschaft umfasst.
Das Österreichische Patentamt organisiert im Auftrag des Klimaschutzministeriums die Verleihung der Staatspreise „Patent des Jahres“, der „Marke des Jahres“ und einen Spezialpreis. Als Spezialpreise wurden 2016 der Hedy Lamarrs Spezialpreis für Frauen mit Erfindungsgeist und 2018 der Spezialpreis Lebenswerk für das Gesamtwerk einer österreichischen Erfinderin oder eines österreichischen Erfinders vergeben.
Die nominierten Projekte wurden im Rahmen festlicher Verleihungsfeiern in den Wiener Sofiensälen der Öffentlichkeit vorgestellt und vom Bundesminister durch Überreichung der vom Designer Lukas Bast entworfenen Pokale ausgezeichnet.

## Teilnahmebedingungen
In den Kategorien „Patent“ und „Marke“ können alle Inhaber eines bzw. einer vom Österreichischen Patentamt innerhalb der vergangenen zwei Jahre vor dem Verleihungsjahr erteilten Patents bzw. registrierten Marke einreichen.
Für den Spezialpreis können Inhaber eines österreichischen Patents einreichen, das innerhalb eines dem Thema Spezialpreises angemessenen Zeitraums erteilt wurde.
Voraussetzungen für eine Nominierung sind:
- aufrechter Schutz
- Veröffentlichungsdatum des Patents im Österreichischen Patentblatt (Teil II) im genannten Zeitraum bzw.
- Registrierungsdatum der österreichischen Marke im genannten Zeitraum
- Wohnsitz bzw. Geschäftsniederlassung in Österreich

Ausschlaggebend für die Verleihung sind:
- Patent: Originalität, technologische Komplexität, Umsetzungschancen, Bedeutung für Gesellschaft
- Marke: Künstlerische Konzeption, Unverwechselbarkeit und Wiedererkennungswert, stimmige und klare Markenbotschaft, Einbettung in das Firmenportfolio bzw. Verwendung
- Sonderpreis: Bedeutung für Gesellschaft, Wirkungsradius, Anwendbarkeit

## Ausgezeichnete Schutzrechte und Preisträger
Details zu den ausgezeichneten Schutzrechten siehe unter Weblinks.

### 1. Verleihung am 9. November 2016
- Patent des Jahres[3]: Pulverschnee aus der „künstlichen Wolke“
Die „künstliche Wolke“ erzeugt frischen Schnee für Skigebiete. Dieser Schnee ist entweder luftig leichter Pulverschnee oder nasser schwerer Schnee. Anders als herkömmliche Schneekanonen, die erst ab −5 °C gut funktionieren, produziert die „künstliche Wolke“ auch bei besonders tiefen Temperaturen aus einem m³ Wasser bis zu 15 m³ Pulverschnee: Ein Plus an Schneequalität, ein nachhaltiger Umgang mit den Ressourcen Wasser und Energie.

Preisträger: Michael Bacher, Meinhard Breiling, George F. Best, Sergej Sokratov (TU Wien, BOKU Wien)
- Marke des Jahres: johan
johan bietet Einrichtungslösungen mit einer klaren, zeitlosen Designsprache, langlebig und mit dem Anspruch der Nachhaltigkeit. „Jeder ist ein bisserl - johan“. Mit diesem Slogan wird auf die Philosophie des Unternehmens und auf die Bedeutung der einzelnen Buchstaben (jung, offen, herzlich, authentisch, nachhaltig) hingewiesen. johan leitet sich aus dem in Österreich sehr traditionellen Namen ab und schafft mit der reduzierten Schreibweise (ein n) eine Neuinterpretation des Gewohnten. johan steht damit für die Verbindung von regionaler Handwerkstradition mit einem modernen, langlebigen und zeitlosen Design. Die Schreibweise in Kleinbuchstaben und ein Blatt als Punkt über dem j symbolisieren eine bescheidene Natürlichkeit.

Preisträger: Alois Hechinger
- Spezialpreis Hedy Lamarr: Halbleiterlaser aus Basis von Galliumnitrid
Mit dieser Erfindung steht nun ein neuer und robuster Halbleiterlaser für den speziell in der Telekommunikation wichtigen Infrarotbereich zur Verfügung. Dies wurde erstmals durch eine gezielte Einbringung von speziellen Fremdatomen in das aktive Medium dieses neuartigen Lasers erreicht. Bisher musste dafür auf Arsen- oder Indium-haltige Stoffe zurückgegriffen werden, für die einerseits Gesundheitsrisiken bestehen oder deren weltweite Vorkommen sehr begrenzt sind. Mit der Erfindung wurde nun ein etabliertes System für diesen wichtigen Wellenlängenbereich erweitert.

Preisträgerin: Alberta Bonanni und Team (JKU Linz)
Für die Verleihung des Spezialpreises Hey Lamarr reiste Lamarrs Sohn Anthony Loder extra aus den USA an.

### 2. Verleihung am 8. November 2018
- Patent des Jahres[4]: Braillering
Der Braille-Ring ermöglicht das Lesen in Blindenschrift auf einem ringförmigen Lesegerät, das robust, kosteneffizient und daher besonders inklusiv ist.

Preisträger: Michael Treml, Wolfgang Zagler, Dominik Busse (TU Wien)
- Marke des Jahres: Libertydothome
Libertydothome lautet die Wort-Bild-Marke für ein in Wien entwickeltes Micro-Home Wohnkonzept für Obdachlose. Die Marke steht für die Funktionalität des Produkts und dafür, dass ein Zuhause auch Freiheit bedeuten kann, womit ein Beitrag zur Inklusion geleistet wird.

Preisträger: Markus Hörmannseder, Philipp Hüttl
- Spezialpreis Lebenswerk: Beleuchtung ohne Blenden
Für seine unermüdliche Arbeit als Ingenieur, Unternehmer, Erfinder und Hochschullehrer. Herausragend unter Bartenbachs vielen patentierten Erfindungen ist die Dark-Light-Technik. Dabei wird der Betrachter durch die Reflektortechnik weder von der Lichtquelle noch von deren Spiegelung im Reflektor geblendet. Die Spiegelrasterleuchte gilt als die erste blendfreie Beleuchtung.

Preisträger: Christian Bartenbach

### 3. Verleihung am 9. November 2020
- Patent des Jahres[5]: Herstellung von kristallinen Polyimiden
Kunststoffe sollen künftig mit heißem Wasser anstatt mit umweltschädlichen Lösungsmitteln produziert werden.
Preisträgerin: Miriam Unterlass und Team, Technische Universität Wien
- Marke des Jahres: Skarabeos
Der Name des altägyptischen Schutzsymbols wird als Marke für Rucksäcke und Taschen mit Alarmsicherung verwendet, die via App am Smartphone alarmieren.
Preisträger: Wolfgang Langeder
- Spezialpreis Humanity: Tremipen
Der Tremipen ist ein kleines Messgerät, der das Zittern in den Händen misst und in wenigen Sekunden eine Auswertung liefert. Er sieht aus wie ein Kugelschreiber und kann leicht von den Menschen getragen werden, die an dieser Bewegungsstörung leiden.
Preisträger: Tibor Zajki-Zechmeister